# پوتز ۲۹
پوتز ۲۹ (به انگلیسی: Potez_29) یک هواگرد ملخ‌پیشین تک‌موتوره از نوع ترابری هواپیمای دوباله ساخت شرکت Potez است. هواگرد پوتز ۲۹ نخستین پروازش را در ۱۹۲۷ میلادی انجام داد. در مجموع، تعداد ۱۴۶ فروند از این هواگرد ساخته شده‌است.